# 14K
14K（じゅうよんけー、中国語: 十四K、英語: 14K Triad）は、全名は洪門忠義会（別名は「洪發山忠義堂」）、香港を拠点とする犯罪組織の一つで、三合会に含まれるものである。1945年、14kは中国国民党の国民革命軍第93師団の大隊長であった葛肇煌中将によって占拠され、中将はこの地に入り、その性質を変え、洪門忠義会と改名した。1980年代、幇派組織の世界的なメンバー数は200万人だった。1990年代以降は、その多くが中国大陸との区境に向かって拡大し、推定会員数は約2500万人に達し、現在では世界最大規模の犯罪組織となっている。香港とマカオに加え、中国大陸の広東省、広西チワン族自治区、四川省、チベット自治区、新疆ウイグル自治区、黒竜江省、さらに台湾、アメリカ、カナダ、イギリス、フランス、オランダ、ベルギー、ニュージーランド、メキシコ、ブラジル、ポルトガル、そして日本や韓国を含むその他の海外地域でも、幇派組織は活動している。

## 概要
三合会の流派の一つであり、一時は数十万の成員を持つともいわれた最大流派であったが、たび重なる組織の分裂、また香港返還などを遠因として、その規模はしだいに縮小したと見られ、現在は数万人規模であると目されているが、構成員による市民の抗議デモへの暴行などから香港政府とも関係を持っているとされている。だがこれらについては推定の部分が大きく、秘密結社的な性格を帯びた組織としての特色もあって、その実態は断片的に知られるのみである。

## 歴史
その出現は中国大陸で国共内戦が巻き起こっていた1940年代に遡る。当時の中国国民党の中将であった葛肇煌（Kot Siu wong）によって形作られた反共組織十四会を直接の起源とするとされている。14Kの14は当時の本部の所在地の住所（広州市西関宝華路14号）からの数字、 K はKuomintang（国民党）の頭文字たるKであるという説と、葛肇煌の姓 Kot の頭文字たるKであるという説がある。
国民党が国共内戦に敗れ、1949年に中国共産党が中国大陸における支配権を握ると、それにともなって組織はマカオ、台湾、および香港などに逃れ、それぞれの新拠点において犯罪結社と化していった。

## カルチャー
2012年8月に発売された、ビデオゲーム『スリーピングドッグス 香港秘密警察』で新義安のモデルとなったサン・オン・イーが敵対している組織として18Kが登場する。